# پراکندگی سنج

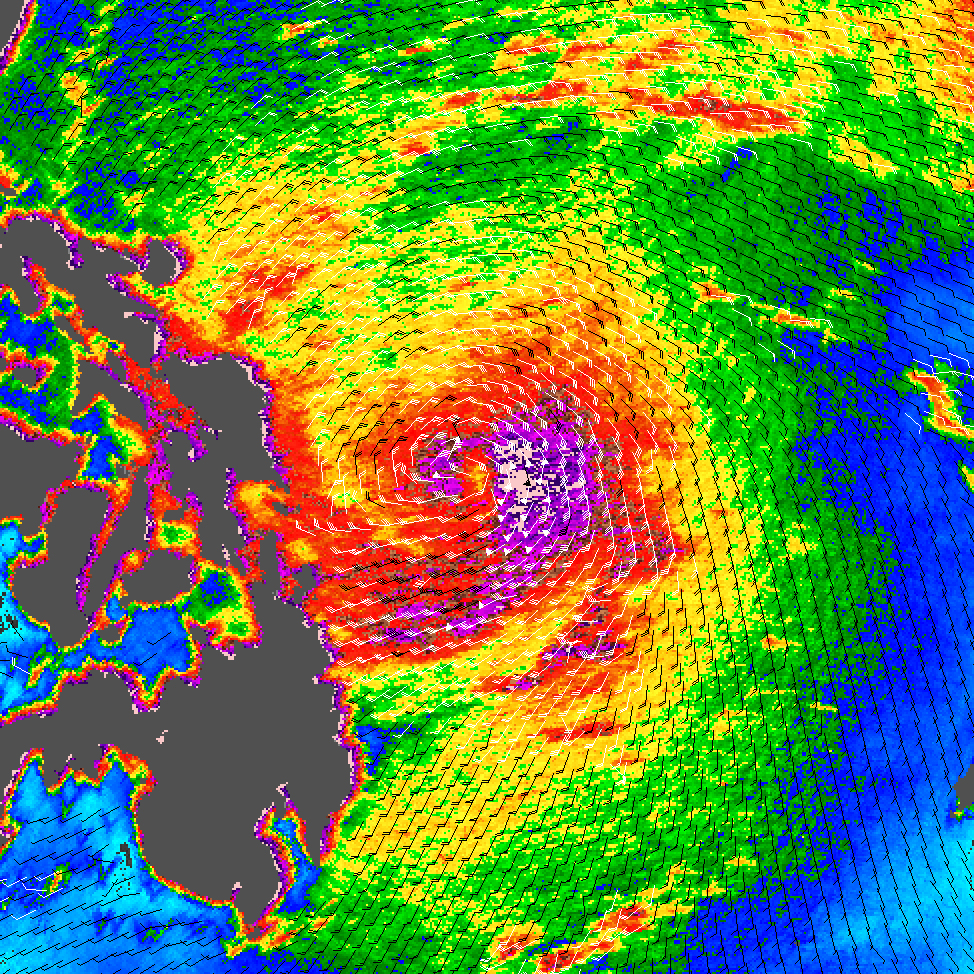
نگاره‌ای از «طوفان چانچو» که توسط پراکندگی‌سنج، گرفته‌شده است.

پراکندگی‌سنج یا دیفیوژن‌متر (انگلیسی: Scatterometer) یک ابزار علمی برای اندازه‌گیری بازگشت پرتو نور یا امواج راداری است که توسط انتشار در محیطی مانند هوا پراکنده شده‌اند. پراکندگی سنج‌هایی که با استفاده از نور مرئی کار می‌کنند در فرودگاه‌ها یا در امتداد جاده‌ها برای اندازه‌گیری دید افقی دیده می‌شوند. پراکندگی‌سنج‌های راداری از امواج رادیویی یا مایکروویو برای تعیین سطح مقطع راداری نرمال شده (σ۰، "سیگما صفر" یا "سیگما هیچ") یک سطح استفاده می‌کنند. آنها اغلب بر روی ماهواره‌های هواشناسی برای یافتن سرعت و جهت باد نصب می‌شوند و در صنایع برای تجزیه و تحلیل ناهمواری سطوح استفاده می‌شوند.

## نوری
پراکندگی‌سنج‌های نوری دستگاه‌هایی هستند که در هواشناسی برای یافتن محدودهٔ نوری یا دید افقی استفاده می‌شوند. آنها از یک منبع نور؛ معمولاً یک لیزر، و یک گیرنده تشکیل شده‌اند. هر دو با زاویه ۳۵ درجه به سمت پایین و در یک منطقه مشترک هدف قرار می‌گیرند. پراکندگی جانبی توسط هوا در امتداد پرتو نور به عنوان یک ضریب جذب اندازه‌گیری می‌شود. هرگونه انحراف از ضریب جذب هوای صاف (مثلاً در مه) اندازه‌گیری می‌شود و با دید نسبت معکوس دارد (هرچه جذب بیشتر باشد دید کمتر است).
این دستگاه‌ها در ایستگاه‌های هواشناسی خودکار برای دید عمومی، در امتداد باند فرودگاه برای محدودهٔ بصری باند، یا در امتداد جاده‌ها برای شرایط دید یافت می‌شوند. دشواری اصلی در استفاده از پراکندگی‌سنج‌های نوری این است که اندازه‌گیری بر روی حجم بسیار کمی از هوا؛ بین فرستنده و گیرنده، انجام می‌شود و بنابراین، دید گزارش شده تنها معرف شرایط عمومی اطراف دستگاه در شرایط یکنواختی است (به عنوان مثال مه سینوپتیک). همیشه اینطور نیست (مثلاً مه لکه‌دار).

## رادار
پراکندگی سنج راداری با ارسال یک پالس انرژی مایکروویو به سطح زمین و اندازه‌گیری انرژی منعکس شده عمل می‌کند. یک اندازه‌گیری جداگانه از توان فقط نویز ساخته شده و از اندازه‌گیری سیگنال + نویز کم می‌شود تا قدرت سیگنال پس پراکندگی مشخص شود. ابزارهای پراکندگی سنج بسیار دقیق کالیبره شده‌اند تا اندازه‌گیری‌های پراکندگی عقب را دقیق انجام دهند.